# Alexander Zickler
Alexander Zickler (Bad Salzungen, 28 februari 1974) is een Duitse voormalig betaald voetballer en huidig voetbaltrainer die bij voorkeur als aanvaller speelde. Hij speelde voor Dynamo Dresden, Bayern München, Red Bull Salzburg en LASK Linz. In juli 2021 werd Zickler aangesteld als assistent-trainer bij Borussia Dortmund.

## Clubcarrière
Zickler begon in 1980 - op zesjarige leeftijd - te voetballen bij Dynamo Dresden. Hij speelde er in alle jeugdrangen en kon uiteindelijk een plaats in het eerste elftal afdwingen. Zickler maakte zijn debuut voor de club uit de Bundesliga op 23 oktober 1992 in een thuiswedstrijd tegen 1. FC Nürnberg (1–2).
In juli 1993 transfereerde Zickler naar Bayern München voor een som van €1.187.300,-. Hij zou uiteindelijk elf seizoenen voor deze topclub spelen. Met Bayern werd hij zevenmaal landskampioen (1994, 1997, 1999, 2000, 2001, 2003, 2005) en won viermaal de beker (1998, 2000, 2003, 2005). Op Europees vlak mocht hij meegenieten van overwinningen van de UEFA Cup (1996) en de UEFA Champions League (2001). In 2001 won hij met Bayern tevens de wereldbeker voor clubteams.
In de finale van de UEFA Champions League in  het seizoen 2000/01, tegen Valencia, startte Zickler op de bank en viel hij in de verlengingen in. De wedstrijd eindigde met strafschoppen en Zickler scoorde een van de strafschoppen. In zijn periode in de Bundesliga brak hij het record van de best scorende wisselspeler aller tijden. In de 102 wedstrijden dat hij op de bank startte scoorde hij achttien doelpunten. Toch werd zijn periode bij Bayern gekenmerkt door veel blessureleed. In 2002 werd in zijn rechterscheenbeen een tumor verwijderd, waardoor hij het WK van 2002 moest missen. In de daarop volgende seizoenen herviel hij meermaals in dezelfde scheenbeenblessure. Net voordat hij terug bij het eerste elftal van Bayern zou gaan aansluiten, brak hij voor de derde keer zijn scheenbeen in een wedstrijd met de amateurs van Bayern. Er werd voor het einde van zijn carrière gevreesd.
In juni 2005 verliet Zickler Bayern en tekende een contract bij het Oostenrijkse Red Bull Salzburg. In zijn eerste seizoen scoorde hij negen doelpunten en eindigde hij met Salzburg op een tweede plaats. Met Salzburg werd hij driemaal landskampioen (2007, 2008, 2010) en werd hij tweemaal topscorer van de Oostenrijkse hoogste klasse (2007, 2008). Op 30 november 2006 werd Zickler verkozen tot beste voetballer van het jaar in Oostenrijk.

## Interlandcarrière
Tussen 1998 en 2002 speelde Zickler twaalf wedstrijden voor de Duitse nationale ploeg, waarin hij twee doelpunten scoorde. Hij scoorde twee keer in de met 4–1 gewonnen vriendschappelijke wedstrijd tegen Spanje in Hannover. Op 11 oktober 2002 speelde hij zijn laatste interland voor Duitsland tegen Bosnië-Herzegovina (1–1).

## Erelijst
Bayern München
- Bundesliga: 1993/94, 1996/97, 1998/99, 1999/00, 2000/01, 2002/03, 2004/05
- DFB-Pokal: 1997/98, 1999/2000, 2002/03, 2004/05
- DFB-Ligapokal: 1997, 1998, 1999, 2000, 2004
- UEFA Champions League: 2000/01
- UEFA Cup: 1995/96
- Wereldbeker voor clubteams: 2001

 Red Bull Salzburg
- Bundesliga: 2006/07, 2008/09, 2009/10